# Carex lessoniana
Carex lessoniana är en halvgräsart som beskrevs av Ernst Gottlieb von Steudel. Carex lessoniana ingår i släktet starrar, och familjen halvgräs. Inga underarter finns listade i Catalogue of Life.